# Phrynobatrachus stewartae
Phrynobatrachus stewartae es una especie  de anfibios de la familia Ranidae.

## Distribución geográfica
Se encuentra en Malaui y Tanzania.  